# Psicobiologia
La psicobiologia (il termine deriva dal greco psyché (ψυχή) = "anima", bìos (βίος) = "vita" e logos (λόγος) = "scienza"), chiamata anche psicologia biologica, è una branca delle neuroscienze che studia il comportamento, ovvero l'insieme di tutte le attività manifeste dell'organismo così come tutti i processi mentali (percezione, attenzione, memoria, apprendimento, emozioni), in relazione alle sue basi biologiche, strutture e processi corporei appartenenti in particolar modo al sistema nervoso.
Gli esperimenti degli psicobiologi vengono effettuati sia su animali che su esseri umani sani o con lesioni a carico del sistema nervoso. Soprattutto in quest'ultimo campo di indagine si sovrappone ad un'altra branca delle neuroscienze, la neuropsicologia, che studia solo il sistema nervoso centrale, è molto più influenzata dalla psicologia cognitiva ed opera ad un livello maggiormente macroscopico, focalizzandosi su estese aree del cervello.

## Metodi di ricerca
La caratteristica distintiva di un esperimento di psicobiologia è che la variabile indipendente dell'esperimento, o una variabile dipendente, è biologica. In altre parole, o il sistema nervoso dell'organismo in esame è permanentemente o temporaneamente alterato, oppure viene misurato un aspetto del sistema nervoso (di solito correlato a una variabile comportamentale).
I principali metodi di ricerca in psicobiologia includono:
- Lesioni- Un metodo classico in cui una regione cerebrale di interesse è distrutta in modo naturale o intenzionale per osservare eventuali cambiamenti risultanti, come prestazioni degradate o migliorate su alcune misure comportamentali. Le lesioni possono essere posizionate con una precisione relativamente elevata , grazie a una varietà di atlanti del cervello che forniscono una mappa delle regioni del cervello in coordinate stereotattiche tridimensionali.
  - Lesioni chirurgiche - Il tessuto neurale viene distrutto rimuovendolo chirurgicamente.
  - Lesioni elettrolitiche - Il tessuto neurale viene distrutto attraverso l'applicazione di un trauma da shock elettrico.
  - Lesioni chimiche - Il tessuto neurale viene distrutto dall'infusione di una neurotossina.
  - Lesioni temporanee - Il tessuto neurale viene temporaneamente disabilitato mediante raffreddamento o mediante l'uso di anestetici come la tetrodotossina.
- Stimolazione magnetica transcranica (TMS) - Una tecnica di solito utilizzata con soggetti umani, in cui una spirale magnetica applicata al cuoio capelluto provoca attività elettrica non sistematica nei neuroni corticali nelle vicinanze che possono essere analizzati sperimentalmente come una lesione funzionale.
- Iniezione di un ligando sintetico (RASSL / DREADD)[2][3]
- Manipolazioni psicofarmacologiche: un antagonista del recettore chimico induce attività neurale interferendo con la neurotrasmissione. Gli antagonisti possono essere somministrati per via sistemica (ad esempio mediante iniezione endovenosa) o localmente (intracerebralmente) durante una procedura chirurgica nei ventricoli o in specifiche strutture cerebrali. Ad esempio, l'antagonista NMDA AP5 ha dimostrato di inibire l'inizio del potenziamento a lungo termine della trasmissione sinaptica eccitatoria (nel condizionamento della paura dei roditori) che si crede sia un meccanismo vitale nell'apprendimento e nella memoria[4]. Allo stesso modo, un agonista del recettore chimico facilita l'attività neurale aumentando o sostituendo i neurotrasmettitori endogeni. Gli agonisti possono essere somministrati per via sistemica (ad esempio per iniezione endovenosa) o localmente (per via intracerebrale) durante una procedura chirurgica.
- Inibizione o eccitazione optogenetica.
- Stimolazione elettrica: un metodo classico in cui l'attività neurale viene potenziata dall'applicazione di una piccola corrente elettrica (troppo piccola per causare una morte cellulare significativa).
- Tecniche di visualizzazione dell'attività cerebrale.
  - Registrazione di singole unità: un metodo mediante il quale un elettrodo viene introdotto nel cervello di un animale vivente per rilevare l'attività elettrica generata dai neuroni adiacenti alla punta dell'elettrodo. Normalmente questa tecnica viene eseguita con animali sedati, ma a volte viene eseguito su animali svegli impegnati in un evento comportamentale, per misurare i modelli corrispondenti di attività neuronale[5].
  - Registrazione multielettrodo: l'uso di un fascio di elettrodi fini per registrare l'attività simultanea di centinaia di neuroni.
  - fMRI: risonanza magnetica funzionale, una tecnica applicata più frequentemente su soggetti umani, in cui i cambiamenti nel flusso sanguigno cerebrale possono essere rilevati in un apparato RM e sono presi per indicare l'attività relativa di regioni cerebrali su più larga scala (cioè dell'ordine di centinaia di migliaia di neuroni).
  - PET: tomografia ad emissione di positroni. Rileva particelle chiamate fotoni utilizzando un esame di medicina nucleare 3-D. Queste particelle sono emesse da iniezioni di radioisotopi come il fluoro. L'imaging PET rivela i processi patologici che predicono i cambiamenti anatomici rendendolo importante per la rilevazione, la diagnosi e la caratterizzazione di molte patologie[6].
  - Elettroencefalografia, o EEG, e la tecnica derivativa dei potenziali evento-correlati, in cui gli elettrodi sul cuoio capelluto monitorano l'attività media dei neuroni nella corteccia (di nuovo, usata più frequentemente con soggetti umani). Questa tecnica utilizza diversi tipi di elettrodi per sistemi di registrazione come elettrodi ad ago e elettrodi a base salina. L'EEG consente l'investigazione di disturbi mentali, disturbi del sonno e fisiologia. Può monitorare lo sviluppo del cervello e l'impegno cognitivo[7].
  - Neuroanatomia funzionale: una controparte più complessa della frenologia. L'espressione di un marcatore anatomico viene presa per riflettere l'attività neurale. Ad esempio, si ritiene che l'espressione di geni primitivi immediati sia causata da una vigorosa attività neurale. Allo stesso modo, l'iniezione di 2-desossiglucosio prima di qualche compito comportamentale può essere seguita dalla localizzazione anatomica di quella sostanza chimica; è occupato da neuroni che sono elettricamente attivi.
  - MEG: magnetoencefalografia, mostra il funzionamento del cervello umano attraverso la misurazione dell'attività elettromagnetica. Misurare i campi magnetici creati dalla corrente elettrica che scorre all'interno dei neuroni identifica l'attività cerebrale associata a varie funzioni umane in tempo reale, con precisione spaziale millimetrica. I medici possono ottenere dati non invasivi per aiutarli a valutare i disturbi neurologici e pianificare i trattamenti chirurgici.